# Konorzatka
Konorzatka – wieś w Polsce położona w województwie lubelskim, w powiecie łukowskim, w gminie Adamów.
Wierni Kościoła rzymskokatolickiego należą do parafii Podwyższenia Krzyża Świętego w Adamowie.
Wieś szlachecka Konarzatka położona była w drugiej połowie XVI wieku w ziemi stężyckiej. W latach 1975–1998 miejscowość administracyjnie należała do województwa siedleckiego.
Wieś stanowi sołectwo w gminie Adamów. Według Narodowego Spisu Powszechnego z roku 2011 wieś liczyła 170 mieszkańców.